# Santo Tomás Jalieza (kommun)
Santo Tomás Jalieza är en kommun i Mexiko.   Den ligger i delstaten Oaxaca, i den sydöstra delen av landet, 400 km sydost om huvudstaden Mexico City.
Följande samhällen finns i Santo Tomás Jalieza:
- Santo Tomás Jalieza